# The Bootleg Beatles
The Bootleg Beatles is een Engelse The Beatles-tributeband uit de Londense wijk West End. Ze hebben meer dan 4000 keer opgetreden sinds de oprichting in maart 1980.

## Geschiedenis
Het eerste optreden van de band was tijdens een kleine studentenbijeenkomst in Tiverton. Na meerdere optredens hielden ze een 60 dagen durende tour door de Sovjet-Unie. Dit was de eerste tour ooit in de Sovjet-Unie door een westerse rockband. Snel daarna volgden Israël, het Verre Oosten, het Midden-Oosten en India. In februari 1984 werden ze uitgenodigd om te toeren in de Verenigde Staten, dit ter gelegenheid van de eerste Amerikaanse tour van The Beatles 20 jaar eerder. In Engeland traden The Bootleg Beatles op in dezelfde plaatsen als bij de laatste The Beatles tour. Het waren kleine zalen, maar het publiek was enthousiast. Een optreden in Southampton trok zelfs de aandacht van Oasis, die hen uitnodigden om met hem op te treden. Zo hebben onder andere Rod Stewart, Bon Jovi en David Bowie met The Bootleg Beatles opgetreden. In 2002 gaven ze een optreden tijdens Elizabeth II's Golden Jubilee Party. Paul McCartney was hier ook bij aanwezig en was positief over de band. Ook George Martin zag The Bootleg Beatles meerdere malen optreden en waardeerde ze erg. George Harrison zei ooit: Jullie kunnen de akkoorden beter dan ik. Sindsdien zijn ze het standaard voor alle The Beatles-tributebands.
Op 30 januari 2009 gaven ze zelfs een optreden op het voormalige Apple Corps-gebouw. Precies 40 jaar nadat The Beatles dat deden. Deze gebeurtenis werd wereldwijd op tv uitgezonden. Op 30 januari 1999 gaven ze al eenzelfde concert.

## Harrison met pensioen
Op 16 maart 2011 kreeg het publiek te horen dat Neil Harrison de band verlaat. Dit om naar eigen zeggen 'de gemiddelde leeftijd een beetje naar beneden te halen'. In feite ging hij na 31 jaar met pensioen. Als afscheid zong Harrison het lied 'Imagine'. The Bootleg Beatles verlieten het podium na een staande ovatie en mensen die Harrison bedankten. Ze zijn op zoek naar een vervangende John Lennon.
Op 18 juli 2011 is de vervanger uiteindelijk bekendgemaakt. Adam Hastings zou de rol van Lennon op zich gaan nemen. Hastings zelf is een groot fan en vindt het een eer om in zijn favoriete coverband te gaan spelen.

## Tracklist
De tracklist bestaat zoals altijd uit 5 onderdelen, in totaal neemt deze productie ongeveer 2 uur en 15 minuten in beslag. De optredens worden afgewisseld met beeldmateriaal van The Beatles.
- Part One: The Fab Four (1963–1965): "Beatlemania conquers the world"
- Part Two: Revolver (1966): "The end of touring and recording; two songs for Liverpool"
- (Pauze)
- Part Three: Sgt Pepper (1967): "The psychedelic explosion"
- Part Four: All You Need Is Love (1967): "Magical mystery touring and a Yellow Submarine"
- Part Five: Let It Be (1968–1969): "Apple, Abbey Road and the rooftop finale"

## Bandleden
Band
- Tyson Kelly (John Lennon) - gitaar, zang, keyboard
- Steve White (Paul McCartney) - bas, zang, keyboard
- Stephen Hill (George Harrison) - gitaar, zang
- Gordon Elsmore (Ringo Starr) - drums, percussie, zang

Ex-leden
- Neil Harrison (John Lennon)
- Paul Cooper (Paul McCartney)
- Rick Rock (Ringo Starr)
- David Catlin-Birch (Paul McCartney)
- Andre Barreau (George Harrison)
- Adam Hastings (John Lennon)
- Hugo Degenhardt (Ringo Starr)